# Frédéric Saenen
Pour les articles homonymes, voir Saenen.
Frédéric Saenen est un critique littéraire et un écrivain belge d'expression française né le 8 août 1973 dans la région de Liège.

## Carrière
Agrégé en philologie romane avec un mémoire portant sur l’œuvre de Louis-Ferdinand Céline, Frédéric Saenen est chargé d'enseignement et maître de conférence en FLE à l’Institut supérieur des langues vivantes de l'Université de Liège. 
En tant que critique littéraire, il a collaboré à de nombreuses revues belges et françaises, dont Le Bulletin célinien, Le Magazine des livres, Cancer !, Jibrile, Perspectives Libres, et Le Carnet et les Instants (revue des Lettres belges francophones).
Il est l'auteur d'une dizaine de livres, dont trois romans, deux essais et des recueils de poésie. Il a également préfacé des rééditions d'ouvrages de Camille Lemonnier ou Jean-François Elslander. 
Il a reçu en 2017 le prix George-Garnir de l'Académie royale de langue et de littérature françaises de Belgique pour son roman L'Enfance unique.
Il dirige en outre la Revue Générale, la plus ancienne revue de Belgique, fondée à Bruxelles en 1865.

## Publications
Romans
- L'Enfance unique, Weyrich éditions, 2017[6]. Réédition dans la collection patrimoniale des lettres belges Espace Nord, n° 399, janvier 2023[7].
- Stay behind, Weyrich éditions, 2014.
- La Danse de Pluton, Weyrich éditions, 2011.

Essais
- Camille Lemonnier, le « Zola belge » : déconstruction d'un poncif littéraire, Académie royale de Belgique, 2019[8].
- Pierre Drieu la Rochelle face à son œuvre, Infolio, 2015[9].
- Dictionnaire du pamphlet en France, de la Révolution à Internet, Infolio, 2010[10].
- Léon Degrelle, Paris, Perrin, coll. « biographie », 2025, 368 p.  (ISBN 978-2-262-09466-9).

Poésie
- Quatre femmes, Maelström, 2009.
- Qui je fuis, Le Fram, 2003.
- Mécanique du prodige, L'Arbre à paroles, 2003.
- Faire goître, L'Acanthe, 2001.
- Avec les nullipares, L'Arbre à paroles, 2000.
- Seul tenant, éditions L'Harmattan, 1999.
- Epave-mère, pré # carré éditeur, 1998.

Préfaces
- Préfaces à L'Homme couvert de femmes et L'Homme à cheval dans Pierre Drieu la Rochelle, Drôle de voyage et autres romans, avec Julien Hervier et Stéphane Guéguan, Robert Laffont, « Bouquins », 2023.
- Préface à Céline à hue et à dia de Marc Laudelout, Paris, La Nouvelle Librairie, coll. "Du côté de Céline", 405 p., 2022  (ISBN 978-2491446772)
- Préface à Sous-Dostoïevski de Hubert Chatelion, éditions Névrosée, collection « Les Sous-exposés », 2022.
- Préface à Anarchitecte - Olivier Verdique alias Alvar Le Corvanderpius, Fourre-tout, 2021.
- Préface à Le Carillonneur de Georges Rodenbach, éditions Névrosée, collection « Les Sous-exposés », 2020.
- Préface à Le tatouage bleu de Horace Van Offel, éditions Névrosée, collection « Les Sous-exposés », 2020.
- Préface de Le faux Belge (nouvelle) de Pierre Drieu La Rochelle, Pierre-Guillaume de Roux, 2020[11].
- Préface et édition du texte de La Fin des bourgeois de Camille Lemonnier, Samsa, 2018[12].
- Préface à la réédition de L'Enfant du Crapaud de Camille Lemonnier,  Éditions de l’Arbre vengeur, 2015[13].
- Préface à la réédition de Le Cadavre de Jean-François Elslander,  Éditions de l’Arbre vengeur, 2013[14].
- Préface à la réédition de Celui qui pourrissait de Jean-Pierre Bours,  Éditions de l’Arbre vengeur, 2012[15].
- Préface à la réédition de Ceux de Podlipnaia de Theodor Rechetnikov, Éditions de l’Arbre vengeur, 2011.